# Urban Art
Urban Art wird als Oberbegriff und Synonym für die verschiedenen Arten von Bildender- sowie Aktions-Kunst nicht nur im öffentlichen Raum genutzt. Dazu zählen Graffiti, Street Art, Stickerkunst, Urban Knitting, Guerilla Gardening, Tape Art und Adbusting. Urban Art ist die legale Form von Street Art und Graffiti.

## Zum Begriff
Urban Art oder Urban Contemporary Art (UCA) ist eine Bezeichnung für Kunst, die im öffentlichen Raum angebracht wird, sich über den Kunstmarkt durchsetzte und inzwischen auch von Auktionshäusern wie Bonhams oder Sotheby’s verwendet wird. Urban Art hat keine feste Abgrenzung zu Graffiti. Viele Künstler, die sich der UCA zurechnen, arbeiten legal als auch illegal. Man kann die UCA von Graffiti abgrenzen, weil viele der Künstler der UCA ihre Werke auch portabel, also auf Leinwand, Holz etc. herstellen. Diese Werke lassen sich verkaufen. Aber auch illegale Werke, wie von Banksy, von Blek le Rat oder anderen wurden beweglich gemacht und verkauft. Urban Artists arbeiten folglich nicht nur im Außenraum, sondern auch in Ateliers oder anderen Innenräumen.
Die überwiegend illegale Graffitiszene arbeitet mit dem Begriff der Street Credibility, die ein Künstler der UCA nicht zwingend haben muss, um im Außenraum tätig sein zu wollen und zu können. Für einige Autoren und die Szene ist diese Abgrenzung wichtig; manche arbeiten nur im Stile von Graffiti oder Street Art in sogenannter Street flavored art. Dazu gehört etwa die Verwendung von Markern und Sprühdosen, Untergründen wie LKW-Planen oder Stadtmöbeln (portable Werke, z. B. auf Türen, Fenstern, Mauerstücken) oder Stilmittel wie rinnende Farbnasen, Verwendung von Graffiti-Schriften (z. B. Wild Style, Bubble Style). Illegale Graffiti/Street Art, wenn von der Straße entfernt und in die Galerie getragen, wird zu Urban Art. Im Gegensatz zu Land Art, Street Art (oder teils auch Graffiti) gibt es vor allem die werbetreibende Industrie, die sich dem Stilmittel der UCA oder Urban Art bedient und Werbung auch durch Künstler der Szene erstellen lässt. Große Wandbilder, ein Teil der UCA, sind oft mehr Urban Art als Street Art, da sie häufig legal ausgeführt sind und damit wie Urban Art mehrheitlich generell auf Dauer angelegt sind, nicht ephemer wie Street Art sind, d. h. man kann Urban Art nicht einfach zerstören wie Street Art oder Graffiti. Während illegale Street Art und Graffiti mehrheitlich an den Maßstab des menschlichen Körpers (plus evtl. Erweiterungen mittels Farbroller an Stangen oder Feuerlöscher) beschränkt sind, arbeiten Urban Art Murals oft in größeren Dimensionen und mit Hebebühnen.
Urban Art ist eine junge Kunstrichtung des 21. Jahrhunderts, die ihren Impetus aus den Städten und ihrem Stadtleben bezieht. Die Kunst wird häufig von Künstlern ausgeübt, die in einem urbanen Umfeld leben oder eine Vorliebe für die Stadt aufweisen. Da sie überwiegend von urbaner Architektur inspiriert wird und einen urbanen Lebensstil thematisiert, umfasst sie oft alle Formen von Bildender Kunst, die in städtischen Räumen auftauchen. „Urban Art ist ein kulturelles Phänomen unserer Zeit, keineswegs eine neue Kunstform“, bemerkt Frank Krämer dazu.
Arbeiten von einigen Urban Artists sind aber auch in Galerien und Museen ausgestellt und in Kunstsammlungen, wie Sammlung Reinking, vertreten.

## Zeittafel
Die Zeittafel wurde dem Katalog zur Ausstellung „UrbanArt Biennale 2015“ des Weltkulturerbes Völklinger Hütte entnommen 

### Die Vorläufer der UrbanArt
1920 Im Rahmen der Revolution der Muralismo entstand in Mexiko die erste Wandmalerei im Öffentlichen Raum

1947 Entstehung des Konzeptes der Art brut. Jean Dubuffet und André Breton gründeten in Paris die Companie de l’art brut, deren Ziel es war, alternative Kunst zu sammeln

1959 Jackson Pollock begründete das Action Painting und beeinflusste damit wesentlich nicht nur die amerikanische, sondern auch die europäische Kunst. Richard Hamilton und Peter Blake schufen aus Objekten des Alltags Kunst. Die Pop Art war geboren.

### Street Art / Graffiti als wesentliche Impulsgeber für UrbanArt
1960 Erste Taggings tauchten in den Straßen von Philadelphia (USA) auf

1968 Werner Nöfer und Dieter Glasmacher stellten das erste und größte Wallpainting in Europa an der Großen Freiheit in Hamburg her

1972 Der Bürgermeister von New York City, John Lindsay, erklärten dem Graffiti den Krieg. Züge mit Graffiti wurden aus dem Verkehr gezogen

1980 Keith Haring begann, mit weißer Kreide Werbetafeln der New Yorker U-Bahn zu bemalen

1981 Erste Graffiti von Blek le Rat tauchten in Paris auf. Der Stencil-Style war geboren

1982 Die Arbeiten von Keith Haring und Jean-Michel Basquiat eroberten die Galerien

1983 Style Wars, ein Film, der als früheste Dokumentation des Hip-Hop und der Urban Art gilt und der die neue Kunst in New York City zeigt, erschien

1989 Der letzte besprühte Zug wurde in New York City aus dem Verkehr gezogen. Der Street Art-Künstler Shepard Fairey startete die Kampagne Obey Giant.

### Urban Art
2000er Festivals wie NuArt in Stavanger (Norwegen) und Melbourne (Australien) beförderten die kulturbetriebliche Eingliederung und teilweise Entkriminalisierung der Street Art

2003 und 2005 Unter dem Titel Backjumps – The Live Issue fanden in Berlin zwei einflussreiche Ausstellungen mit Graffiti- und Street-Art-Künstlern statt, unter anderem Banksy, Os Gêmeos, JR, Zevs, Blu, Swoon, Brad Downey, Obey, Poet, Lokiss, Skki, Jayone, Delta, Zeds, Akim und Zasd

2005 Der britische Sprayer Banksy avancierte zum weltweit bekanntesten Street-Art-Künstler

2006 Die IBUg, ein jährliches Festival um bemalte Wände in Industriebrachen Sachsens, fand zum ersten Mal statt

2008 Die Ausstellung Street Art in der Tate Modern in London zeigte die weltweit führenden Urban-Art-Künstler, unter ihnen Os Gêmeos aus Brasilien, FAILE aus den USA, Blu aus Italien und JR aus Frankreich. Der Street-Art-Aktivist Shepard Fairey verbreitete das Konterfei von Barack Obama mit Hilfe einer Schablone in Los Angeles

2009 Die erste Street-Art-Kunstmesse Stroke Art fand in München statt. Mit dem ersten Streetart Festival Istanbul in der Türkei und dem BLK River Festival in Wien fanden in diesem Jahr zwei weitere europäische Urban Art und Post-Graffiti Veranstaltungen statt

2010 Das POW!WOW! Festival für Wandmalerei fand zum ersten Mal in Honolulu, Hawaii statt

2011 Im Weltkulturerbe Völklinger Hütte wurde die Ausstellung UrbanArt Graffiti 21 mit international bedeutenden Künstlern der Street Art gezeigt. Zeitgleich dazu präsentierte das Museum of Contemporary Art (MOCA) in Los Angeles die Ausstellung Art in the Streets

2012 In Berlin eröffnete die Urban Spree Galerie, mit einem Fokus auf Künstler der Urban Art. Als Teil der Ausstellung wurde jeweils auch die Fassade neu bemalt

2015 Die dritte UrbanArt Biennale im UNESCO-Weltkulturerbe Völklinger Hütte zeigte Werke von 80 Urban Art-Künstlern aus 21 Ländern und 6 Kontinenten

## Ausstellungen
- Unter dem gemeinsamen Titel Urban Discipline fanden in den Jahren 2000 bis 2002 in Hamburg drei Ausstellungen zum Thema Graffiti und Street Art statt.
- Unter dem Titel Art in the Streets fand 2011 eine Ausstellung zu Street Art und Graffiti im Museum of Contemporary Art (MOCA) in Los Angeles statt
- Unter dem Titel Urban Art The New Contemporary Art[17] fand 2011 eine Ausstellung im Kunstverein Freiburg statt
- Die UrbanArt Biennale im Weltkulturerbe Völklinger Hütte findet seit 2011 im Zweijahresrhythmus statt.
- Urban Nation / Project M in Berlin[18]
- 2016 (Dezember): Eröffnung des ersten Museums für Urban Art in Deutschland – MUCA Museum of Urban and Contemporary Art in München
- 2017: Magic City – Die Kunst der Straße Wanderausstellung mit Werken von 66 internationalen Street-Art-Künstlern aus 20 Nationen

## Film / Video
- Hello my name is German Graffiti. Dokumentarfilm. Regisseur Stefan Pohl. 2015